# Donaciano Cano y Alcacio
Donaciano Cano y Alcacio war ein mexikanischer Mediziner und Naturforscher am Ende des 19. Jahrhunderts und als letzterer einer der bedeutendsten Entomologen seiner Zeit. 
An der Escuela Nacional de Medicina wurde er 1885 unter dem berühmten Herpetologen Alfredo Dugès (1826–1910) als Doktorvater mit einer Dissertation über den Sandfloh Tunga penetrans promoviert. Im gleichen Jahr beschrieb er die Gemeine Spinnmilbe (heute lat.: Tetranychus urticae) unter dem Synonym Tetranychus dugesii. 1894 erfolgte durch ihn die Erstbeschreibung des Rüsselkäfers Anthonomus eugenii, von dem er Exemplare im Bundesstaat Guanajuato gesammelt hatte. Weitere Sammlungen zu Flora und Fauna führte er im Bundesstaat San Luis Potosí durch. 
Der zeitweilig am Instituto Médico Nacional beschäftigte Cano y Alcacio war Mitglied der Sociedad Mexicana de Historia Natural und ein Verfechter der darwin’schen Evolutionstheorie. In einem Vorwort zu Dugès’ 1884 erschienenem Werk Elementos de zoología schrieb er beispielsweise zusammen mit Alfonso L. Herrera (1868–1942) und José Ramírez:
„Nun, da alle biologischen Probleme derart eng mit der Frage der Abstammung der Lebewesen verknüpft sind, ist es unverzichtbar, Studenten in die Prinzipien der zoologischen Philosophie einzuführen, um ihnen die Gesetze zu zeigen, die Darwin in seinem Bestreben entdeckte, eine Theorie der Lebewesen nachzuvollziehen.“

## Publikationen (Auswahl)
- La nigua (Rhyncoprion penetrans Oken). Dissertation. Imprenta de Francisco Díaz de León, Mexiko-Stadt 1885.
- Una nueva especie de araña mexicana, Tetranychus dugesii. In: Naturaleza. (Serie 1), Band 7, 1885, Seiten 197–200.
- La nigua (Rhyncoprion penetrans, Oken). In: Naturaleza. (Serie 1), Band 7, 1886, Seiten 233–242.
- El barrenillo. In: Naturaleza. Serie 2, Band 2, 1894, Seiten 377–379.